# 奥尔莫斯德佩尼亚菲耶尔
奥尔莫斯德佩尼亚菲耶尔，是西班牙卡斯蒂利亚-莱昂巴利亚多利德省的一个市镇。总面积16平方公里，总人口85人（2001年），人口密度5人/平方公里。